# Lophotriccus galeatus
Lophotriccus galeatus là một loài chim trong họ Tyrannidae.